# Pode Dworem (Pawlikowice)
Pode Dworem – część wsi Pawlikowice w Polsce, położona w województwie małopolskim, w pow. wielickim, w gminie Wieliczka.
W latach 1975–1998 Pode Dworem położone były w województwie krakowskim.